# Charlot dentiste
Pour les articles homonymes, voir Laughing Gas.
Pour plus de détails, voir Fiche technique et Distribution.
Charlot dentiste (titre original : Laughing Gas) est une comédie burlesque américaine de et avec Charlie Chaplin, sortie le 9 juillet 1914.

## Synopsis
Charlot est l'assistant du docteur Pain, un dentiste. Alors qu'il maltraite l'autre assistant et les patients dans la salle d'attente, il est appelé par le docteur pour lui venir en aide. En effet, un patient sous gaz hilarant ne se réveille pas après l'anesthésie, et Charlot doit aller chercher un remède à la pharmacie.
Sur le chemin, Charlot casse les dents de deux hommes en leur lançant des briques. Il arrache également la robe d'une dame. Cette dame, paniquée, rentre chez elle et appelle au secours son mari qui s'avère être le dentiste.
Le docteur n'étant plus là à son retour, Charlot se fait passer pour lui, et en profite pour flirter avec une patiente. Arrivent alors les deux hommes aux dents cassés, venus pour se faire soigner, ainsi que le docteur, revenu avec sa femme. Le film se conclut sur une bousculade générale déclenchée par Charlot qui souhaite éviter les représailles.

## Fiche technique
- Titre : Charlot dentiste
- Titre original : Laughing Gas
- Réalisation : Charlie Chaplin
- Scénario :  Charlie Chaplin
- Photographie : Frank D. Williams
- Montage :  Charlie Chaplin
- Musique originale : Robert Israel
- Producteur : Mack Sennett
- Société de production : Keystone Film Company
- Distribution : Mutual Film
- Pays d'origine :  États-Unis
- Langue : film muet avec les intertitres en français
- Format : Noir et blanc — 35 mm — 1,33:1 — Muet
- Genre : Comédie, Film burlesque
- Durée : 16 minutes
- Dates de sortie :
  - États-Unis : 9 juillet 1914

## Distribution
- Charlie Chaplin : l'assistant du dentiste
- Fritz Schade : Dr. Pain, le dentiste
- Alice Howell : la femme du dentiste
- Joseph Sutherland : le petit assistant
- Slim Summerville : un patient
- Josef Swickard : un patient
- Mack Swain : un patient
- Gene Marsh : une patiente (non créditée)
- Helen Carruthers : la jolie patiente (non créditée)